# Interestatal 105 (California)
La Interestatal 105 (abreviada como la I-105, y coloquialmente referida como La 105 o la one-oh-five) es una carretera interestatal en el Sur del condado de Los Ángeles, California con sentido de este-oeste cerca del Aeropuerto Internacional de Los Ángeles (LAX) hacia Norwalk. Es oficialmente conocida como la Glenn Anderson Freeway por un político demócrata californiano que avocó su construcción. La I-105 ha sido referida como la Century Freeway, especialmente durante la etapa de su construcción.
Esta ruta forma parte del Sistema de Autovías y Vías Expresas de California.

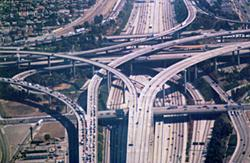
El Judge Harry Pregerson Interchange con la Autovía Harbor (I-110).

## Descripción de la ruta
La ruta empieza en el lugar de Sepulveda Boulevard (en la ruta estatal 1 de Florida) en el extremo sur del Airopuerto de los Ángeles (el LAX) dirigiéndose hacia el Este desde ahí, cruzando por Los Ángeles y los ríos de San Gabriel. Terminando den la Interestatal 605 de California. Después llega a una intersección de la autopista de Santa Ana.
A medias, llega pasando por la LInea Verde  hacia la Redondo Beach y Norwalk.

## Historia
Esta interestatal fue integral del plan de Caltrans en la década de 1960 para el sistema de la autopista del sur de California. Esta no tuvo su apertura hasta 1993. Muchos factores contribuyeron a la demora. El crecimiento del movimiento ambientalista en la década de 1960 creó la resistencia para la construcción de autopistas nuevas. Las dificultades fiscales provocados por el terremoto de Sylmar en 1971 y los impuestos de California a finales de 1970 había obstaculizado los esfuerzos de la construcción de Caltrans.
Sin embargo, la principal fuente de resistencia a la construcción de la autopista fue la oposición de la comunidad, y los efectos sobre las demandas. A principios de 1970, la mayoría de las áreas en la autopista (la cual estaba programado para ser demolido) eran en su mayoría afroamericanos. El resentimiento por los efectos de anteriores proyectos de autopistas en otras comunidades dio lugar a importantes modificaciones a la ruta programada originalmente. La mayoría de las ciudades a lo largo del camino, cansado del ruido y el deterioro visual creado por las autopistas elevadas, exigió que la vía se construirá por debajo de grado en una "trinchera". También otra fuente de resistencia a la construcción de la autopista era que muchas de las áreas a lo largo de la ruta se iba a construir con ingresos bajos. El concejal de la ciudad, Lynwood John D. Byork luchó incansablemente por la terminación de la autopista, por lo que fue llamado el "Padre de la Autopista". Sus notables esfuerzos, en la Asociación del Sur de California de los gobiernos había asegurado que las casas demolidas en Lynwood se compensaría con residencias en Los Ángeles.
Después de la construcción que se inició en la década de 1980, el incumplimiento de un estudio completo de los depósitos de agua subterránea de aquella zona, dio lugar a la deformación y grietas a lo largo de las porciones de la ruta.
Norwalk, se opuso a la ruta principalmente de la autopista a través del centro de la ciudad, cortaron la ruta hasta su término previsto en la Interestatal 5, sin embargo, Caltrans ya había decidido abandonar esta sección debido a la incapacidad de la severa congestión de autopista Santa Ana para generar más tráfico. La autopista se reemplazó a Manchester Avenue y Firestone Boulevard (por tanto la Ruta Estatal 42), que fueron los caminos paralelos a la autopista.
La casa de la familia de Brian Wilson y sus hermanos Dennis y Carl, miembros fundadores de la banda de rock de gran éxito Beach Boys, fue demolida a mediados de 1980 para dar paso a la autopista.
Otra figura importante en la historia de la autopista fue Harry Pregerson, uno de los Estados Unidos juez federal que presidió la demanda relacionados con la construcción de la autopista y optó por continuar con el caso a pesar de ser ascendido a un tribunal más alto nivel.
La autopista se planeó originalmente con El Segundo hacia el oeste. Poco antes de la apertura, los cineastas tuvieron acceso a utilizar la autopista vacía durante un número de semanas para grabaciones de ellas.